# Jeni Lind
Johana Marija „Jeni” Lind (6. oktobar 1820 — 2. november 1887) bila je švedska operska pevačica, često nazivana „Švedskim slavujem”. Kao jedna od najcenjenijih pevačica 19. veka, ona je glumila u sopranskim ulogama u operama u Švedskoj i širom Evrope, a započela je i izuzetno popularnu koncertnu turneju po Sjedinjenim Državama početkom 1850. Bila je član Kraljevske švedske muzičke akademije od 1840. godine.
Lind je postala poznata nakon svog nastupa u Čarobnom strelcu u Švedskoj 1838. godine. U roku od nekoliko godina, pretrpela je oštećenja glasa, ali je njen učitelj pevanja Manuel Garcia uspeo da spase njen glas. Tokom 1840-ih ona je bila veoma tražena u operskim ulogama širom Švedske i severne Evrope, i bila je usko povezana sa Feliksom Mendelsonom. Nakon dve uspešne sezone u Londonu, najavila je povlačenje iz opere u svojoj 29. godini.
Godine 1850, Lind je otišla u Ameriku na poziv šoumena P. T. Barnuma. Izvela je 93 velika koncerta u njegovom aranžmanu, a potom nastavila sa turnejama pod sopstvenom upravom. Na tim koncertima je zaradila više od 350.000 dolara, donirajući prihod dobrotvornim ustanovama, uglavnom čineći donacije za besplatne škole u Švedskoj. Sa svojim novim mužem Otom Goldšmitom vratila se u Evropu 1852. godine, gde je imala troje dece i održavala povremene koncerte tokom naredne dve decenije, nastanivši se u Engleskoj 1855. godine. Od 1882, nekoliko godina je bila profeska pevanja na Kraljevskom muzičkom koledžu u Londonu.

## Život i karijera

### Detinjstvo i mladost
Rođena u Klari u centralnom Stokholmu u Švedskoj, Lind je bila nelegitimna ćerka Niklasa Jonas Linda (1798–1858), knjigovođe, i Ane-Marije Felborg (1793–1856), učiteljice. Lindina se majka razvela od svog prvog muža zbog preljube, ali je odbila da ponovno sklapi brak, sve do nakon njegove smrti 1834. Lindini roditelji su se venčali kada je imala 14 godina.
Lindina majka je vodila dnevnu školu za devojčice u svojoj kući. Kada je Lind imala 9 godina, njeno pevanje je čula kučna pomoćnica gospođice Lundberg, glavne plesačice Kraljevske švedske opere. Sluškinja, zadivljena Lindinim izvanrednim glasom, vratila se sledećeg dana sa Lundbergovom, koja joj je priredila audiciju i pomogla joj da se upiše u glumačku školu Kraljevskog dramskog pozorišta, gde je studirala kod Karla Magnusa Kraeliusa, majstora pevanja u pozorištu.
Lind je počela da peva na pozornici kada je imala 10 godina. Imala je glasnu krizu u uzrastu od 12 godina i morala je da prestane da peva neko vreme, ali se oporavila. Njena prva sjajna uloga bila je Agata u Veberovom Čarobnom strelcu 1838. godine u Kraljevskoj švedskoj operi. Sa 20 godina bila je članica Kraljevske švedske muzičke akademije i dvorska pevačica kralja Švedske i Norveške. Glas joj je postao ozbiljno oštećen zbog prekomerne upotrebe i neobrazovane tehnike pevanja, ali karijeru joj je spasio učitelj pevanja Manuel Garcija sa kojim je studirala u Parizu od 1841. do 1843. godine. On je insistirao na tome da tri meseca uopšte ne peva, kako bi dozvolila svojim glasnim žicama da se oporave, pre nego što je počeo da je podučava zdravoj i bezbednoj vokalnoj tehnici.
Nakon što je Lind bila sa Garsijom godinu dana, kompozitor Đakomo Majerbir, rani i verni obožavalac njenog talenta, organizovao joj je audiciju u Operi u Parizu, ali je odbijena. Biograf Frensis Rodžers zaključuje da je Lind snažno negodovala zbog odbijanja: kada je postala međunarodna zvezda, uvek je odbijala pozive da peva u Pariskoj operi. Lind se vratila u Kraljevsku švedsku operu, uveliko napredovala kao pevačica pod Garsijinim treningom. Obišla je Dansku, gde ju je Hans Kristijan Andersen upoznao i zaljubio se u nju 1843. godine. Iako su njih dvoje postali dobri prijatelji, ona mu nije uzvratila romantična osećanja. Veruje se da je inspirisala tri njegove bajke: „Ispod stuba“, „Anđeo“ i „Slavuj“. Napisao je: „Nijedna knjiga ili ličnost nije imala veći uticaj na mene, kao pesnika, od Jeni Lind. Za mene je ona otvorila svetilište umetnosti.” Biograf Karol Rozen veruje da ju je, nakon što je Lind odbila Andersena kao udvarača, on prikazao kao Snežnu kraljicu sa ledenim srcem.

### Nemački i britanski uspeh
U decembru 1844, pod uticajem Mejerbira, Lind je bila angažovana da peva naslovnu ulogu u Belinijevoj operi Norma u Berlinu. To je dovelo do više angažmana u operskim kućama širom Nemačke i Austrije, ali je njen uspeh u Berlinu bio takav da je tamo nastavila četiri meseca pre nego što je otišla u druge gradove. Među njenim ranim obožavaocima bili su Robert Šuman, Hektor Berlioz i, što je za nju najvažnije, Feliks Mendelson. Ignaz Mošeles je napisao: „Jenni Lind me je prilično očarala... njena pesma sa dve koncertantne flaute je možda najneverovatniji podvig u načinu bravuroznog pevanja koji se može čuti“. Ta numera, iz Mejerbirove Ein Feldlager in Schlesien (Logor Šleske, 1844, uloga napisana za Lind, mada je ona nije premijerno izvela) postala je jedna od pesama koje se najviše povezuju sa Lindovom, i ona je bila pozvana da je peva gde god je nastupala na koncertu. Njen operski repertoar obuhvatao je naslovne uloge u Lucia di Lammermoor, Maria di Rohan, Norma, La sonnambula i La vestale, kao i Suzanu u The Marriage of Figaro, Adinu u L'elisir d'amore i Alis u Robert le diable. Otprilike u to vreme postala je poznata kao „švedski slavuj”". U decembru 1845, dan nakon svog debija u Lajpciškom Gevandhausu pod dirigentskom palicom Mendelsona, pevala je bez honorara za dobrotvorni koncert u korist Orkestarskog fonda udovica. Njena privrženost i velikodušnost dobrotvornim ciljevima ostali su ključni aspekt njene karijere i uveliko su povećali njenu međunarodnu popularnost čak i među nemuzičkom javnošću.
U Kraljevskoj švedskoj operi Lind je bila prijateljica tenora Julijusa Gintera. Zajedno su pevali u operi i na koncertnoj sceni, i postali su romantično povezani 1844. Njihovi poslovni rasporedi su ih razdvojili, međutim, pošto je Ginter ostao u Stokholmu, a zatim postao Garsijin učenik u Parizu 1846–1847. Nakon ponovnog okupljanja u Švedskoj, prema Lindovim Memoarima iz 1891. godine, oni su se verili da bi se venčali u proleće 1848, neposredno pre nego što se Lind vratila u Englesku. Međutim, njih dvoje su raskinuli veridbu u oktobru iste godine.
Kraljica Viktorija je prisustvovala svakom od Lindinih šesnaest debitantskih nastupa u Londonu. U julu 1847, Lind je glumila u svetskoj premijeri Verdijeve opere I masnadieri u Pozorištu Njenog Veličanstva, pod dirigentskom palicom kompozitora. Tokom svoje dve godine na operskoj sceni u Londonu, Lind se pojavila u većini standardnog operskog repertoara. Početkom 1849. godine, još uvek u svojim dvadesetim, Lind je najavila da se trajno povlači iz opere. Njeno poslednje opersko izvođenje bilo je 10. maja 1849. u Robert le diable; Kraljica Viktorija i drugi članovi kraljevske porodice su bili prisutni. Lindin biograf Frensis Rodžers napisao je: „O razlozima njenog prevremenog penzionisanja se mnogo raspravljalo skoro jedan vek, ali su i danas stvar misterije. Mnoga moguća objašnjenja su izneta, ali nijedno od njih nije potvrđeno”.

## Literatura
- Biddlecombe, George (2013). „Secret Letters and a Missing Memorandum: New Light on the Personal Relationship between Felix Mendelssohn and Jenny Lind”. Journal of the Royal Musical Association. 138 (1): 47—83. S2CID 170879707. doi:10.1080/02690403.2013.771961.
- Chorley, Henry F. (1926).  Ernest Newman, ур. Thirty Years' Musical Recollections. New York and London: Knopf. OCLC 347491.
- Elkin, Robert (1944). Queen's Hall 1893–1941. London: Ryder. OCLC 604598020.
- Goldschmidt, Otto; Scott Holland, Henry; Rockstro, W. S., ур. (1891). Jenny Lind the artist, 1820–1851. A memoir of Madame Jenny Lind Goldschmidt, her art-life and dramatic career. London: John Murray. OCLC 223031312.
- Brown, Clive (2003). A Portrait of Mendelssohn. New Haven and London: Yale University Press. ISBN 978-0-300-09539-5.
- Bulman, Joan (1956). Jenny Lind: A Biography. London: Barrie. OCLC 252091695.
- Jorgensen, Cecilia; Jens Jorgensen (2003). Chopin and The Swedish Nightingale. Brussels: Icons of Europe. ISBN 2-9600385-0-9.
- Kielty, Bernadine (1959). Jenny Lind Sang Here. Boston: Houghton Mifflin. OCLC 617750.
- Kyle, Elisabeth (1964). The Swedish Nightingale: Jenny Lind. New York: Holt Rinehart and Winston. OCLC 884670.
- Maude, Jenny M. C. (1926). The Life of Jenny Lind, Briefly Told by Her Daughter, Mrs. Raymond Maude, O.B.E. London: Cassell. OCLC 403731797.
- Mercer-Taylor, Peter (2000). The Life of Mendelssohn. Cambridge: Cambridge University Press. ISBN 0-521-63972-7.

## Spoljašnje veze
- „Lind, Jenny”. Encyclopedia Americana. 1920.
- Jeni Lind на сајту Internet Archive (језик: енглески)